# 小行星2689
小行星2689（2689 Bruxelles）是一颗绕太阳运转的小行星，为主小行星带小行星。该小行星于1935年2月3日发现。
該小行星以比利時的布魯塞爾首都大區命名。

## 轨道参数
小行星2689的轨道半长轴为2.2325552 UA，离心率为0.117。